# Guariroba (Taquaritinga)
Guariroba é um distrito do município brasileiro de Taquaritinga, no interior do estado de São Paulo.

## História

### Origem
O local onde se localiza Guariroba é conhecido mesmo antes da fundação de Taquaritinga, pois em suas proximidades habitava a Família Capa Preta, proprietária de grande extensão de terras.
A matriarca da Família Castilho, que se chamava Maria Francisca de Jesus Castilho, apelidada de “a mulher da capa preta” – que deu origem à alcunha – recebeu estas terras do próprio Imperador Dom Pedro I, pois ela, sendo amiga da Imperatriz Leopoldina, foi ama de leite de Dom Pedro II.
Maria Francisca, juntamente com seus filhos e agregados, instalou-se à beira de um riacho e ali passou a cultivar diversas culturas, além da criação de gado e suínos que se reproduziam ao largo.
José Francisco de Castilho, o primeiro Capa Preta, usava cavanhaque, era homem de baixa estatura, e terminou seus dias em companhia de seu filho João Francisco, à beira do Ribeirão dos Porcos (a designação “dos Porcos” do Ribeirão se originou da intensa criação de suínos a que ele se dedicava). Capa Preta fazia de Rio Claro o seu mercado, levando porcos e trazendo sal.
O surgimento do povoado que deu origem a Guariroba aconteceu do cruzamento da estrada que ligava Ribeirãozinho (atual Taquaritinga) à localidade de Boa Vista das Pedras (atual Itápolis), com outra que já existia e ligava as fazendas. Esse caminho rústico era conhecido por “picadão do Capa Preta”, aberto na mata fechada e que dava acesso à propriedade do Capa Preta, que ficava nas imediações e abrangia uma grande extensão de terras, incluindo os bairros São João e Barra Mansa, e os atuais distritos de Agulha, Tapinas e Ururaí, entre outras localidades.
Essa “picada” feita por Capa Preta, desde o Ribeirão dos Porcos até Rio Claro, para o comércio de suínos, foi utilizada como orientação para a construção da Rodovia Washington Luiz (SP-310).
No cruzamento dessas duas estradas foi construído um casebre que servia de residência e de “venda”, onde eram comercializados “secos e molhados”. O local onde estava instalado era conhecido por “cabeceira”. Os habitantes que residiam, em sua maioria, na parte mais baixa, próxima da via de acesso à propriedade do Capa Preta, subiam até a “cabeceira” para fazer suas compras. Ao redor dessa casa começaram a surgir outras e, em pouco tempo já se transformava num pequeno vilarejo.
Por volta de 1890 chega ao local José Pires de Góes, que veio da cidade de Araras. Ali adquiriu uma grande extensão de terra e fixou residência. Em sua propriedade estava instalada uma roda d´água que movimentava uma verdadeira indústria: monjolo, moinho de fubá, fábrica de aguardente, olaria, além das culturas de café, cana de açúcar, algodão, etc.
José Pires de Góes, historicamente, é considerado um dos fundadores de Guariroba. Por ser uma pessoa religiosa, fez uma doação de terras para ali ser construída uma capela. Doou também uma área onde foi construído o cemitério. Atualmente o sr. Góes tem seu nome perpetuado na principal praça do distrito, ornamentada com um busto do homenageado. Já Alzino Micalli foi o doador das terras onde foi construída a escola do distrito.

### Toponímia
Guariroba é o nome de uma palmeira, também conhecida por gueroba, gariroba, gueiroba, etc. Suas folhas são usadas na fabricação de vassouras, e seu palmito é usado na culinária, com sabor bastante amargo. O distrito recebeu esse nome porque na região havia muitas palmeiras dessa espécie, e também uma grande fazenda com o mesmo nome.

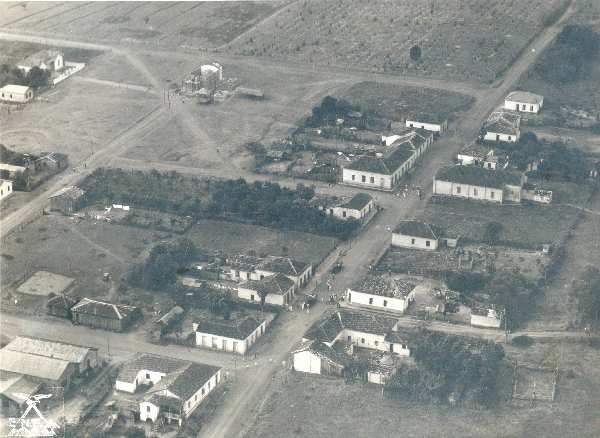
Vista aérea (1939).

### Formação administrativa
- Distrito policial de Guariroba criado em 28/10/1913 no município de Taquaritinga[8].
- Distrito criado pela Lei nº 1.606 de 31/10/1918[9][10][11].

### Pedido de emancipação
O distrito tentou a emancipação político-administrativa e ser elevado à município, através de processo que deu entrada na Assembléia Legislativa do Estado de São Paulo no ano de 1990, mas como não atendia os requisitos necessários exigidos por lei para tal finalidade, o processo foi arquivado.

## Geografia

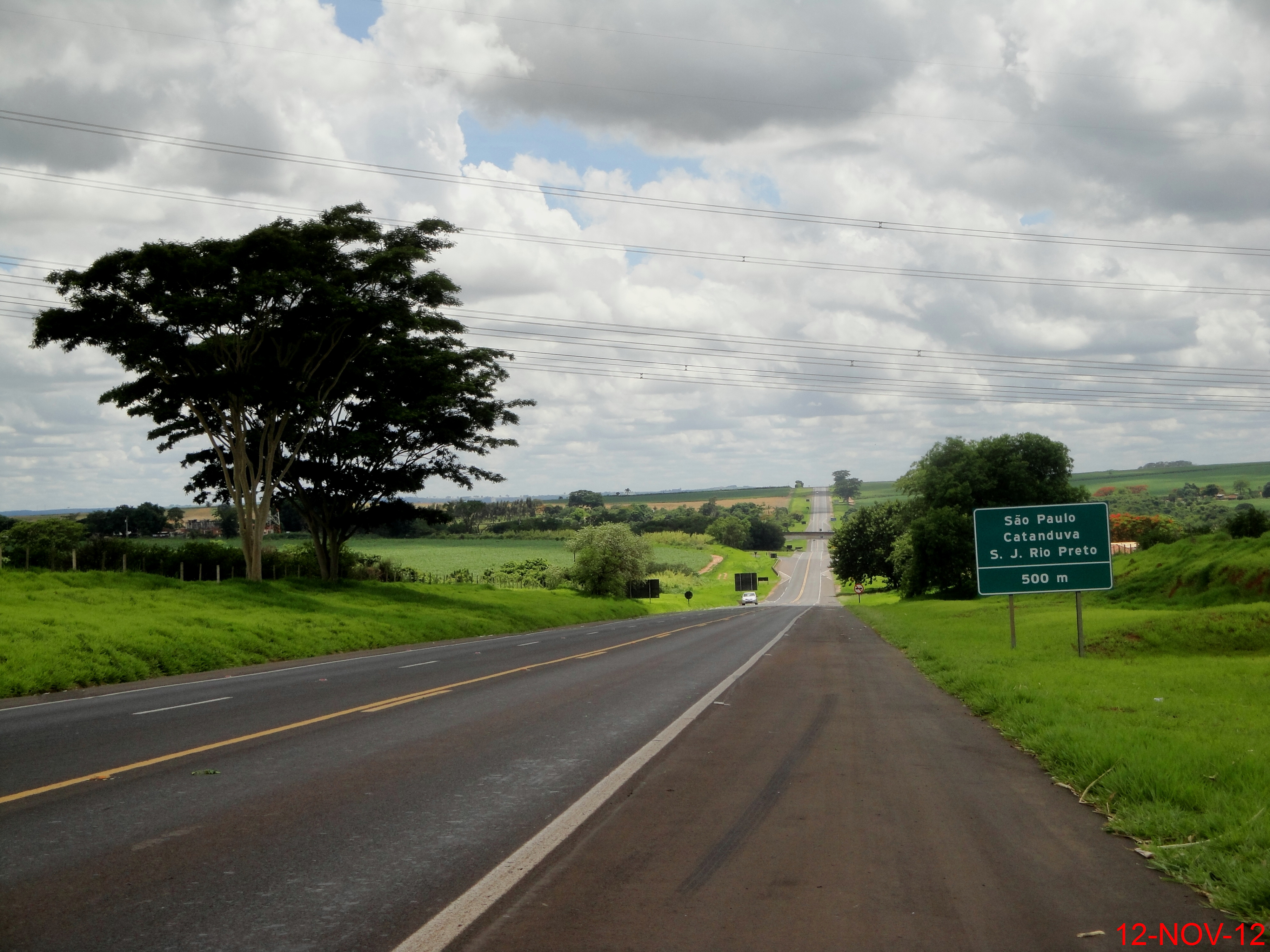
Trecho da SP-333 em Guariroba.

### Localização
Guariroba fica a 12 km do distrito sede. O distrito localiza-se no sudoeste do município de Taquaritinga fazendo divisa com os municípios de Itápolis, Matão e Fernando Prestes, e com os distritos de São Lourenço do Turvo e Nova América.

### Demografia

#### População urbana
| Crescimento população urbana | Crescimento população urbana | Crescimento população urbana | Crescimento população urbana |
| Censo                        | Pop.                         |                              | %±                           |
| ---------------------------- | ---------------------------- | ---------------------------- | ---------------------------- |
| 1934                         | 169                          |                              |                              |
| 1940                         | 153                          |                              | −9,5%                        |
| 1950                         | 137                          |                              | −10,5%                       |
| 1960                         | 187                          |                              | 36,5%                        |
| 1970                         | 305                          |                              | 63,1%                        |
| 1980                         | 536                          |                              | 75,7%                        |
| 1991                         | 858                          |                              | 60,1%                        |
| 2000                         | 1 112                        |                              | 29,6%                        |
| 2010                         | 1 110                        |                              | −0,2%                        |
| Fonte: IBGE e Fundação SEADE |                              |                              |                              |

#### População total
Pelo Censo 2010 (IBGE) a população total do distrito era de 2 090 habitantes.

### Área territorial
A área territorial do distrito é de 144,001 km².

### Bairros
A área urbana é composta pelo Centro e pelos Conjuntos Habitacionais Damião Antônio Gonçalves e Osmar Constâncio; a área rural é composta por sítios e fazendas, bairros da Barra Mansa, Santa Rosa, Cachoeirinha e Itagaçaba.

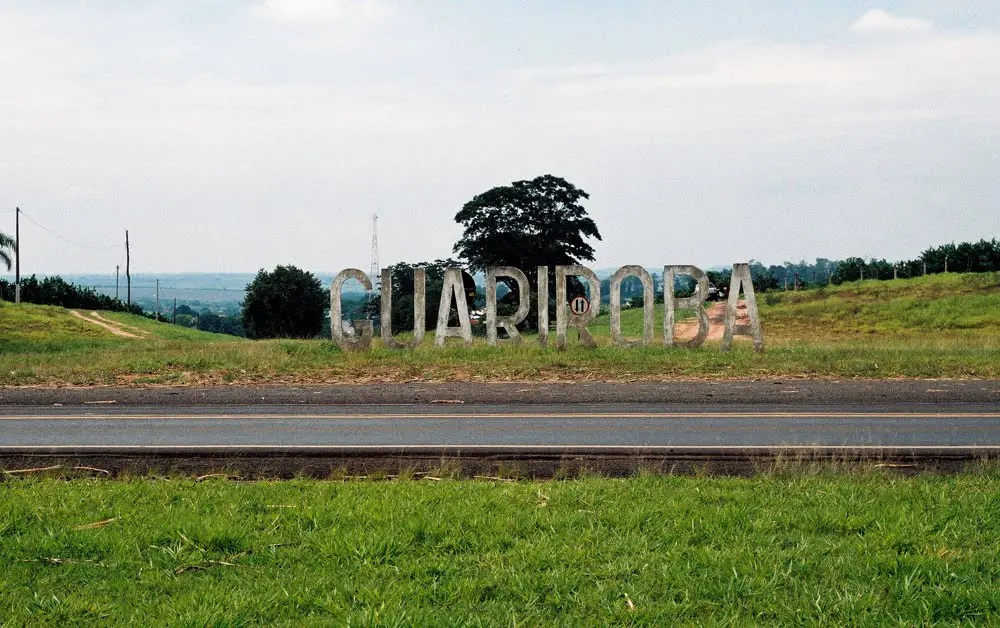
Trevo de Guariroba na SP-333.

### Rodovias
Os principais acessos ao distrito são a Rodovia Laurentino Mascari (SP-333) e a Rodovia Washington Luís (SP-310), que fazem ligações com importantes cidades como São José do Rio Preto (95 km), Ribeirão Preto (90 km), São Carlos (90 km), Araraquara (50 km), Catanduva (45 km), Bauru (110 km) e São Paulo (330 km).

### Hidrografia
- Ribeirão dos Porcos

### Topografia
Guariroba fica a 532 metros acima do nível do mar.

## Serviços públicos

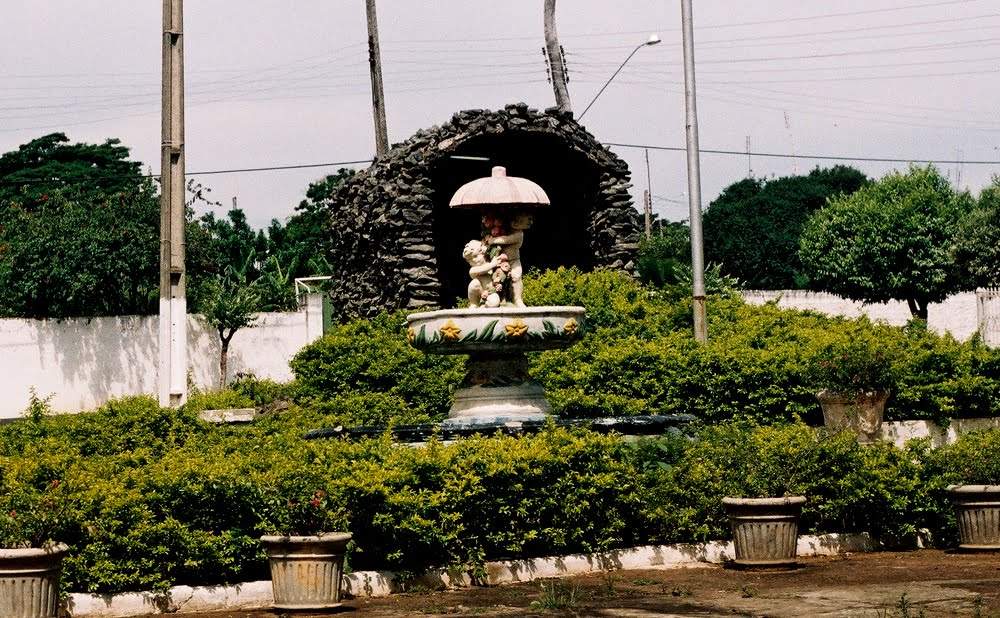
Praça.

### Administração
- Subprefeitura do Distrito de Guariroba.

### Registro civil
Atualmente é feito no próprio distrito, pois o Cartório de Registro Civil das Pessoas Naturais ainda continua ativo.

### Saneamento
O serviço de abastecimento de água é feito pelo Serviço Autônomo de Água e Esgoto de Taquaritinga (SAAET).

### Energia
A responsável pelo abastecimento de energia elétrica é a CPFL Paulista, distribuidora do Grupo CPFL Energia.

### Comunicações
No setor de telefonia o distrito era atendido pela Telecomunicações de São Paulo (TELESP), que inaugurou a central telefônica utilizada até os dias atuais. Em 1998 esta empresa foi vendida para a Telefônica, que em 2012 adotou a marca Vivo para suas operações.
No mesmo ano de 2012 surgiu a empresa Gnet Networks levando internet banda larga de alta velocidade ao distrito, e em 2017 foi inaugurado a rede de fibras ópticas pela Gnet Networks levando internet de hiper velocidade a população.

## Atividades econômicas
A base econômica sempre foi a agricultura, uma característica que se firmou com os imigrantes italianos. Hoje Guariroba ocupa o 1º lugar do município na produção de goiaba, embora produza também laranja e limão.
Algumas indústrias têm unidades no distrito, como a APPA PRODUTOS ALIMENTICIOS, a POLPAS MR IND. COM. ALIMENTOS e a CASMAR NATURE IND. COM. DE FRUTAS, que empregam cerca de 150 pessoas. Essas indústrias são transformadoras de alimentos e processadoras de matéria-prima vinda das lavouras do distrito e da região.

## Religião

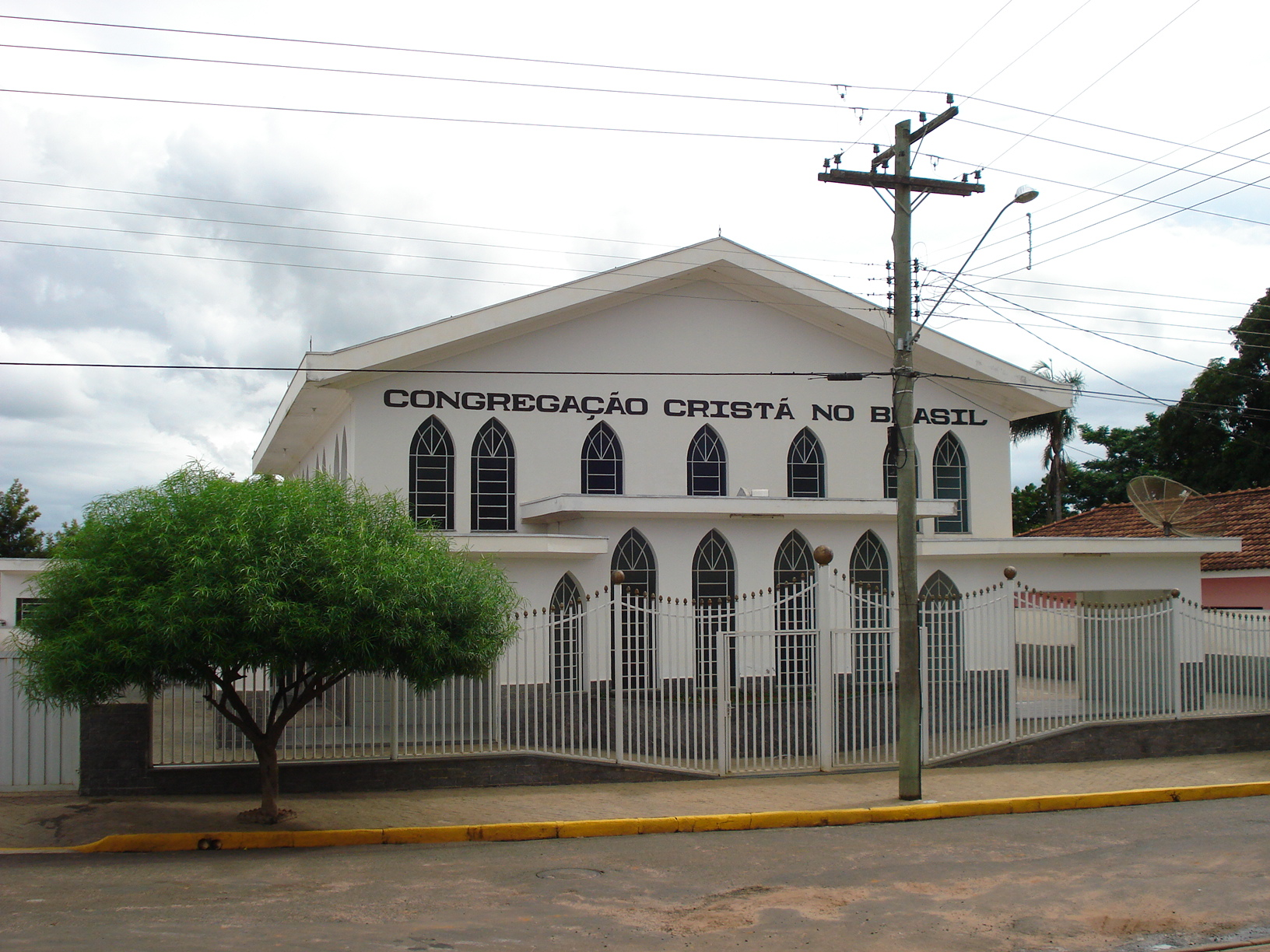
Congregação Cristã no Brasil.

O Cristianismo se faz presente no distrito da seguinte forma:

### Igreja Católica
- A igreja faz parte da Diocese de Jaboticabal[25].

### Igrejas Evangélicas
- Congregação Cristã no Brasil[26].